# Alfredo Petrucci
Alfredo Petrucci (San Nicandro Garganico, 12 marzo 1888 – Roma, 15 giugno 1969) è stato uno storico dell'arte, narratore e poeta italiano, oltre che incisore e disegnatore.

## Biografia
Petrucci si laureò a Napoli in Lettere e Filosofia, entrando nella carriera delle Antichità e Belle Arti. Nel 1912 lavorò ad Ancona, poi a Siena e a Bari; nel 1922 si trasferì a Roma, dove rimase fino alla morte. Nel 1923 entrò come primo segretario nel Gabinetto Nazionale delle Stampe, di cui sarebbe diventato direttore nel 1940. Nel 1924 organizzò nella capitale, a Palazzo Salviati, una mostra di artisti pugliesi, che fece conoscere, tra gli altri, lo stesso Petrucci, il quale vi espose le sue due più note acqueforti: Beethoven e Leopardi. Nel 1954 venne collocato a riposo con la qualifica di conservatore onorario dello stesso Gabinetto Nazionale delle Stampe. 
È scomparso nel 1969 a 81 anni.

## Opere
Petrucci ha pubblicato molti libri e saggi. Particolarmente importanti sono i volumi dedicati all'incisione italiana, e cioè Il Quattrocento (1945), Il Cinquecento (1964) e L'Ottocento (1941). Ad essi va aggiunto almeno Gli incisori italiani all'estero (1958). 
Fondamentale è il volume Cattedrali di Puglia, più volte ristampato, dal 1960 in poi, nel quale Petrucci, ponendo l'accento sugli elementi autoctoni della regione, sgombra il campo da errori e pregiudizi, mentre postumo è apparso Pernix Apulia (1971). 
In ambito letterario, Petrucci ha dato alle stampe romanzi (La luce che non si spegne, 1921, e Le parole per tutte le ore, 1930), raccolte di novelle (La povera vita, 1914, Romanzo di una primavera, 1945) e sillogi di poesia (Esitazione della sera, 1951). Non mancano dei testi destinati ai giovani, come Fra terra e cielo e Arcobaleno, editi dalla SEI di Torino, rispettivamente, nel 1953 e nel 1955. 
Petrucci ha inoltre pubblicato saggi sulle principali riviste, come la “Nuova Antologia”, ha collaborato al Dizionario biografico degli Italiani della Treccani e al quotidiano romano “Il Messaggero”.
Come artista, ha realizzato centinaia di acqueforti e puntesecche; le sue opere si trovano in numerosi musei, in Italia come all'estero. 
Al centro della sua produzione c'è un vivo amore per la bellezza, espresso in vario modo, mentre tra i temi spicca la nostalgia per la sua terra natale, rivista attraverso il filtro della memoria. La raccolta di novelle La povera vita, di recente ristampata, è in assoluto la prima ambientata nel Gargano.
Porta il suo nome la biblioteca comunale di San Nicandro Garganico. Nella Biblioteca Provinciale di Foggia si conserva un ricco fondo documentario, contenente tra l'altro lettere di importanti personaggi del Novecento italiano. A Lucera nel 1995 gli è stata dedicata una via cittadina su proposta della sezione locale della Società di Storia Patria per la Puglia.